# 境川 (富山県・新潟県)
境川（さかいがわ）は、富山県と新潟県の県境あたりを流れる二級河川で、境川水系の本流。古称は神済（かんのわたり）。

## 地理
富山県下新川郡朝日町と新潟県糸魚川市にまたがる犬ヶ岳（いぬがたけ）に源を発した大平川 (似虎谷)が、後立山連峰の北端を北に流れ、中流で初雪山を源流とする寝入谷を合わせる。富山県下新川郡朝日町の大平あたりで、新潟県糸魚川市の上路川を合わせ、境川となる。沿岸部では直線的に北流し、日本海に注ぐ。日本海沿岸の主要幹線道路およびあいの風とやま鉄道線を通り、富山県側より新潟県側に渡河すると、約5km先には、古来より北陸道最大の難所とされた親不知が控えている。
上流側にはアンモナイト（1953年に境川砂防工事中に発見）などジュラ紀の化石を豊富に含む来馬層群があり河口で化石採りができる。

## 歴史
『令義解』の公式令に「北陸道神済。謂。越中與越後界河也。」とあり、この神済が境川の古名と見られている。古代、北陸道ではこの河川を境にして、朝廷の集使がより遠北へと向かう際には、駅馬に乗ることが認められており、北陸道の中国と遠国とを分かつ重要な地点であった。境川という名前は、古来越中国と越後国の境界とされたことに由来する。
建武2年（1335年）に、名越時兼が境川を出て、向川を越えて親不知に出撃したことが記されており（太平記理尽鈔）、続く永正15年（1518年）の「頤神軒存奭算用状」には「二百文 さかい川のせき」とある。
戦国時代には、越後側から長尾能景（長尾景虎の祖父）、長尾為景（長尾景虎の父）、長尾景虎（上杉謙信）の親子三代にわたり境川で、さらに川を越えて越中で戦闘を行うなど（長尾景虎の境川進出は北越軍談に天正15年（1587年）・同18年（1590年）とある）、中世・近世を通じて、越中国東端の重要な防衛拠点とされた。戦国時代に境関が置かれ、続く江戸時代には、この川を挟むようにして、加賀藩側と糸魚川藩側に関所（境関所・市振関所）が設けられた。
かつての境川には橋が掛けられていなかったが、1878年（明治11年）、木橋（境橋）が架設された。

## 文化作品
長治年間（1104年 - 1105年）に成立した『堀河百首』には、「ふねもなく いはなみたかき さかひかは みつまさりなは ひともかよはし」という藤原顕季の歌が収録されており、これが境川を詠んだものとされる。
応永年間（1394年 - 1427年）に成立した世阿弥の『山姥』は、越中境川の上流から越後上路へ越える山道を舞台とする。

## 主な支流
- 大平川（富山県下新川郡朝日町）
- 上路川（新潟県糸魚川市）

## 河川施設一覧
- 北陸電力 境川第一発電所（富山県下新川郡朝日町大平）
- 北陸電力 境川第二発電所（同町境）
- 北陸電力 境川第三発電所（同町滝淵）

境川第一発電所と境川第二発電所は1960年3月28日に完成。

## 橋梁
河口より記載
- 境川橋梁 - あいの風とやま鉄道線
- 境橋 - 国道8号（新潟県道・富山県道115号上路市振停車場線との重複区間）
- 境川橋 - 北陸自動車道
- 境川橋梁 - 北陸新幹線
- 上路橋 - 新潟県道・富山県道115号上路市振停車場線

## 周辺施設
- 境一里塚（朝日町境字東地1873-1、富山県史跡）